# Wirtschaftsuniversität Wien

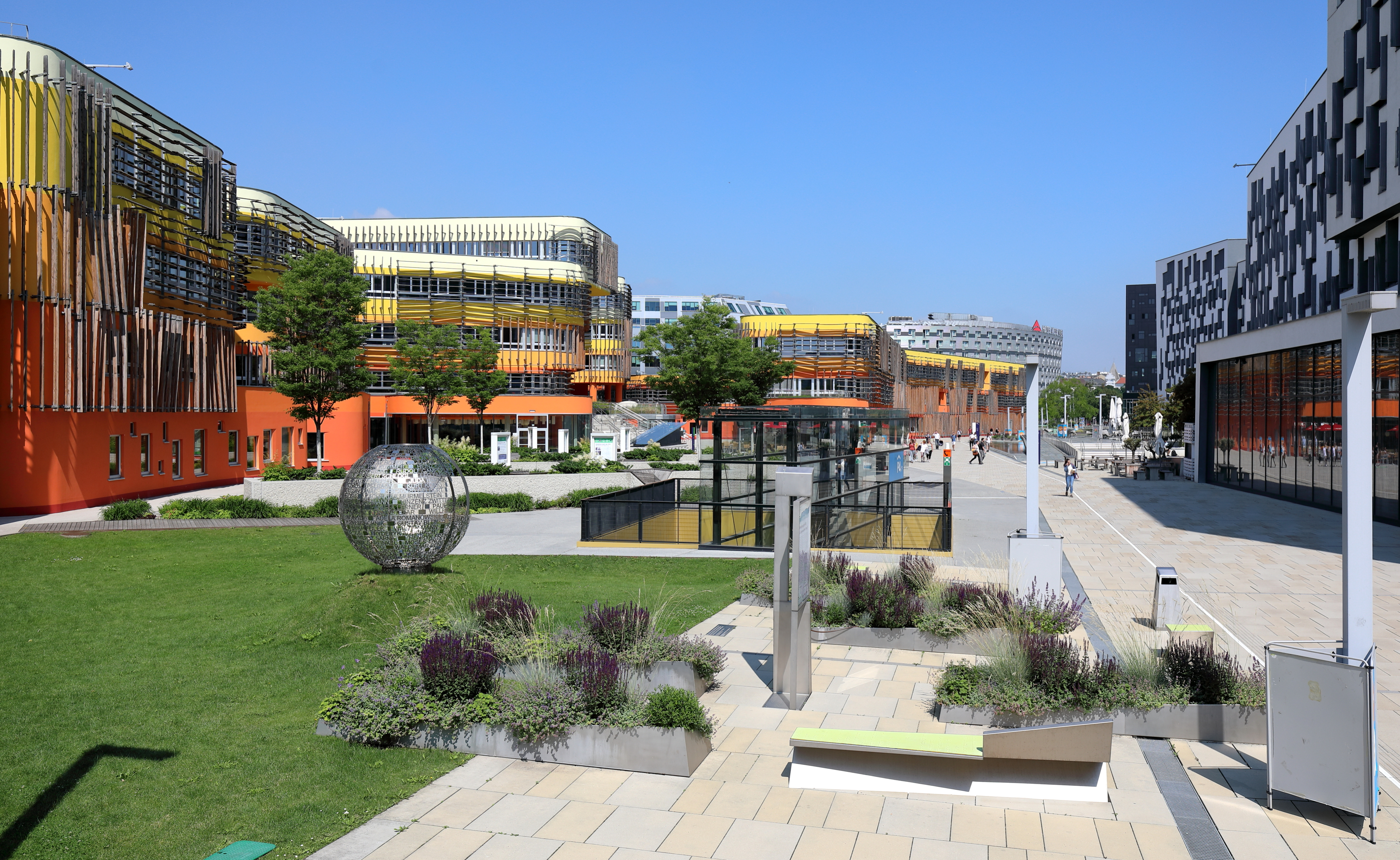
Der Nordwestbereich des 2013 eröffneten Campus WU

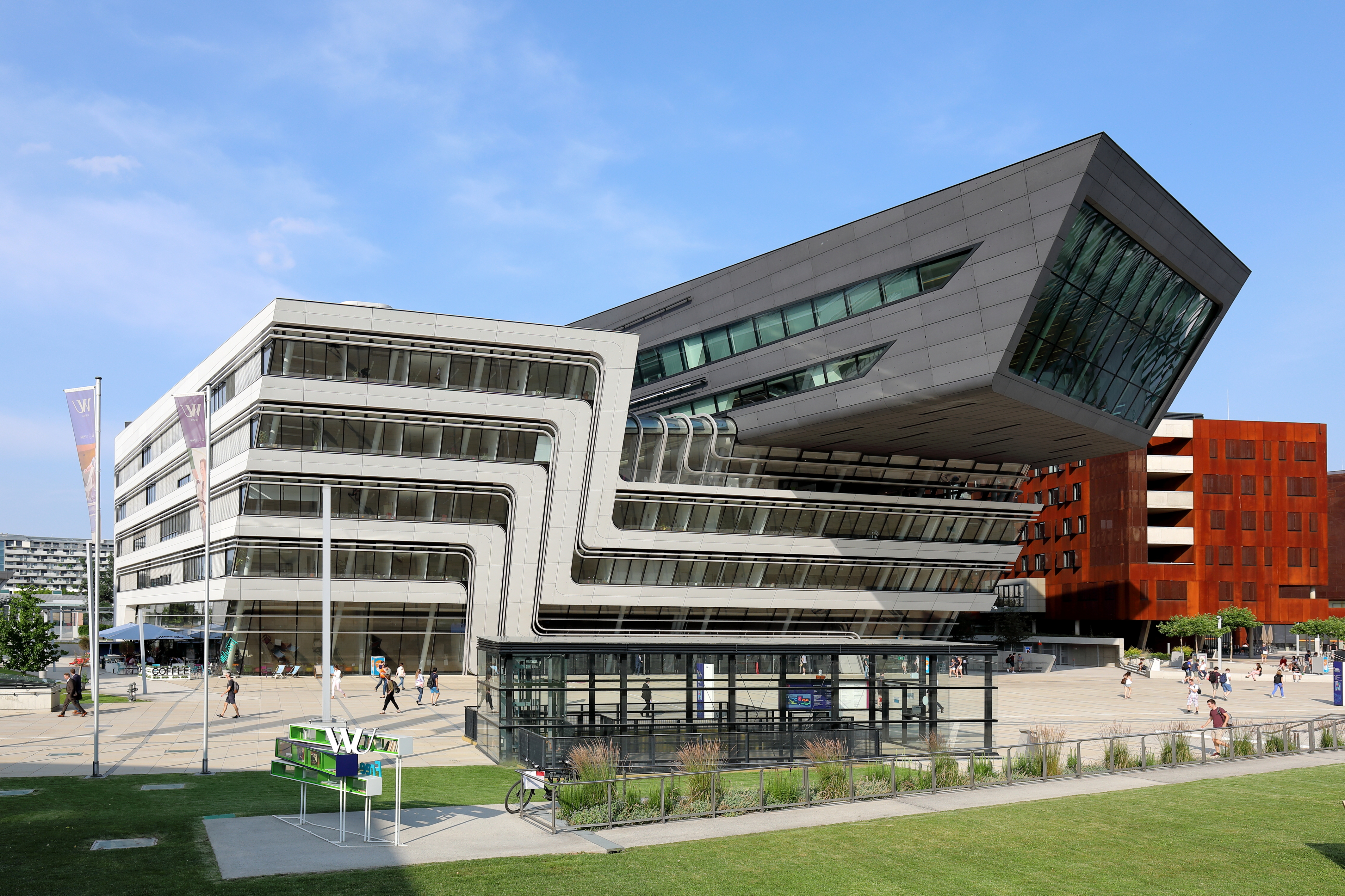
Das markante Library and Learning Center (LC) von Zaha Hadid am Campus WU

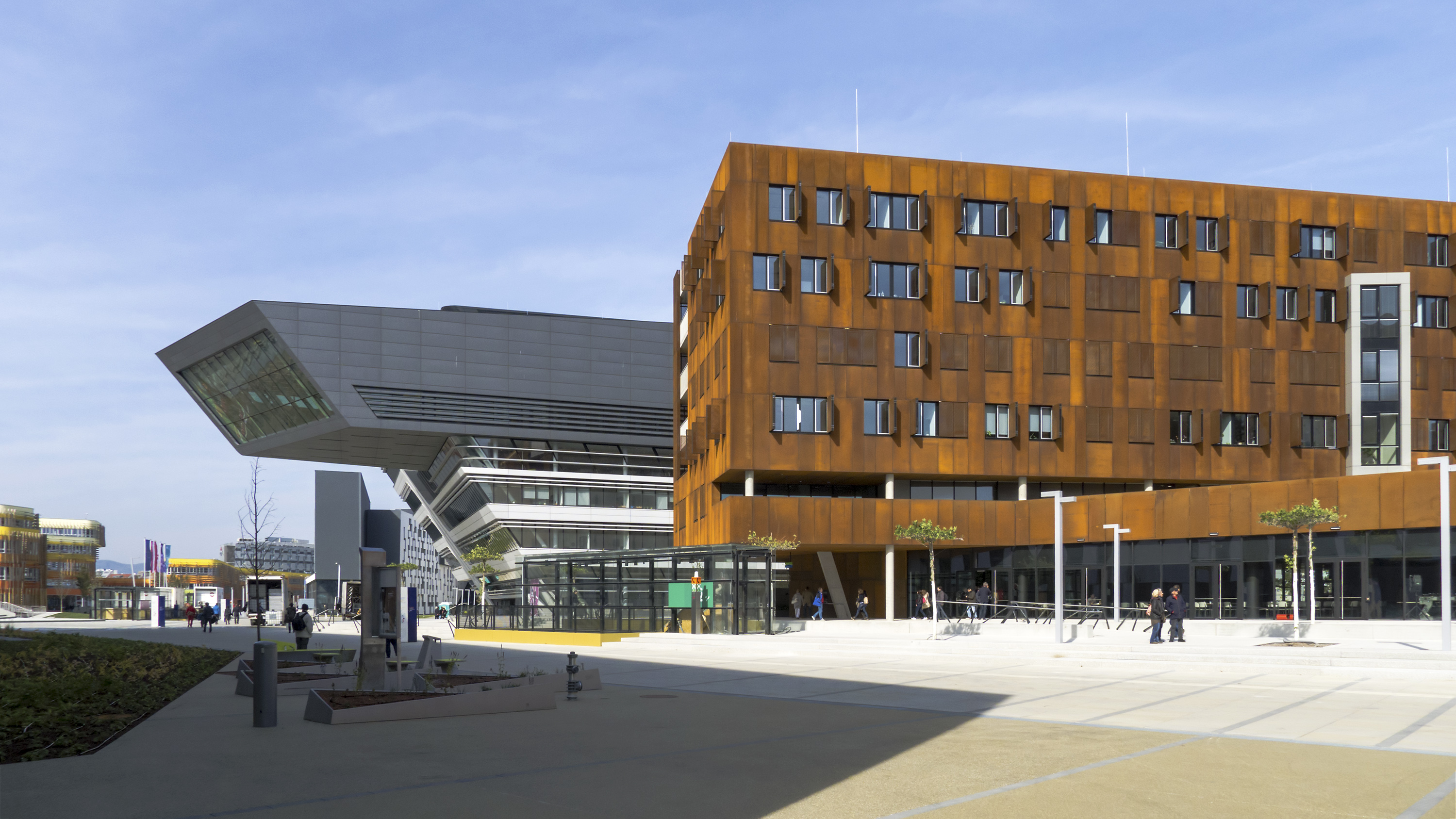
Der Campus WU mit LC (links) und dem Department 1 (rechts)

Die Wirtschaftsuniversität Wien (WU Wien) wurde 1898 gegründet und ist eine der größten Wirtschaftshochschulen in Europa. Im Jahr 2013 ist sie an den neuen Standort Campus WU übersiedelt.

## Geschichte

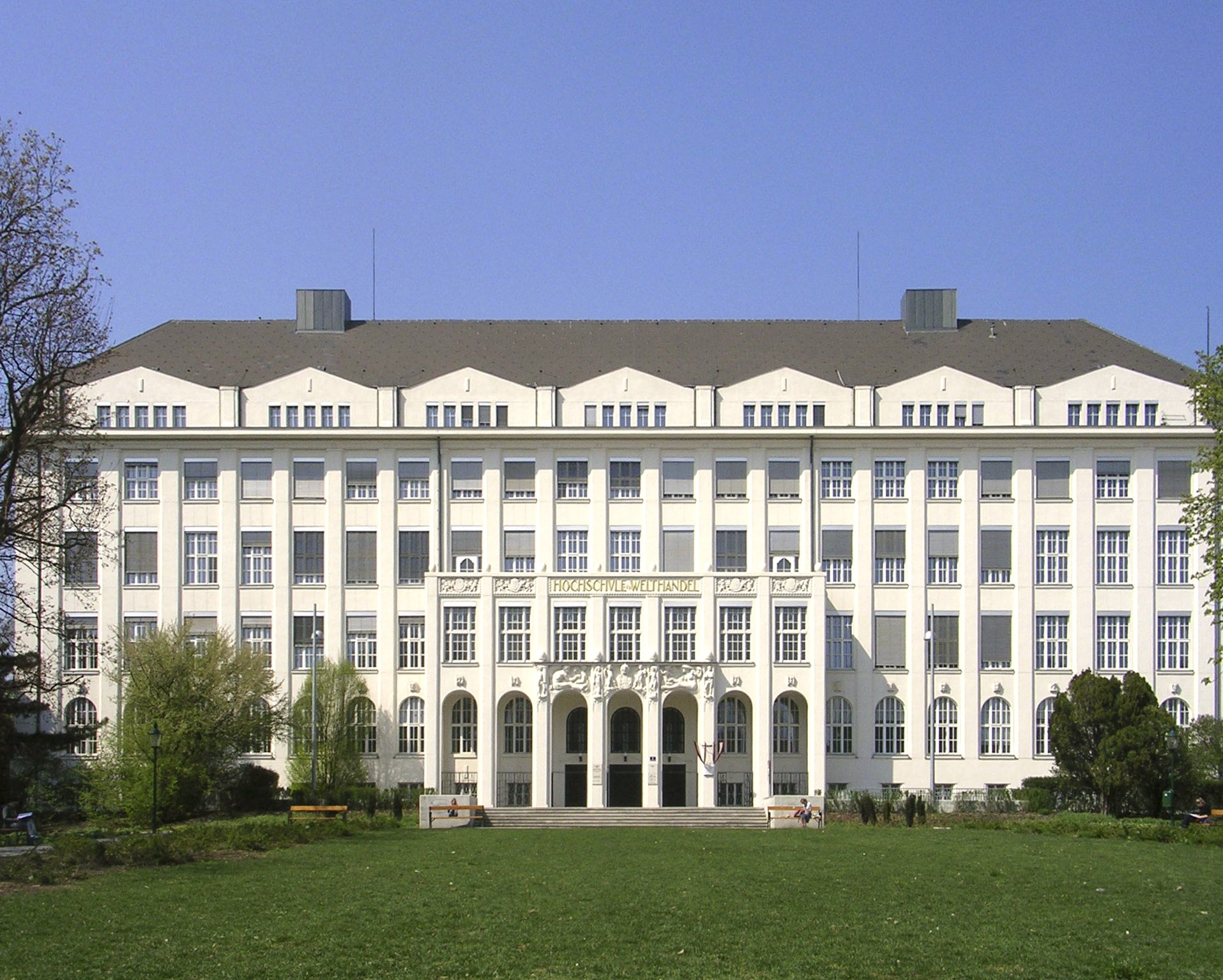
Der historische Standort der WU Wien und ihrer Vorgängerinnen: Das Gebäude der Exportakademie (1916–1919), der Hochschule für Welthandel (1919–1975) sowie der Wirtschaftsuniversität Wien (1975–1982) im 19. Bezirk

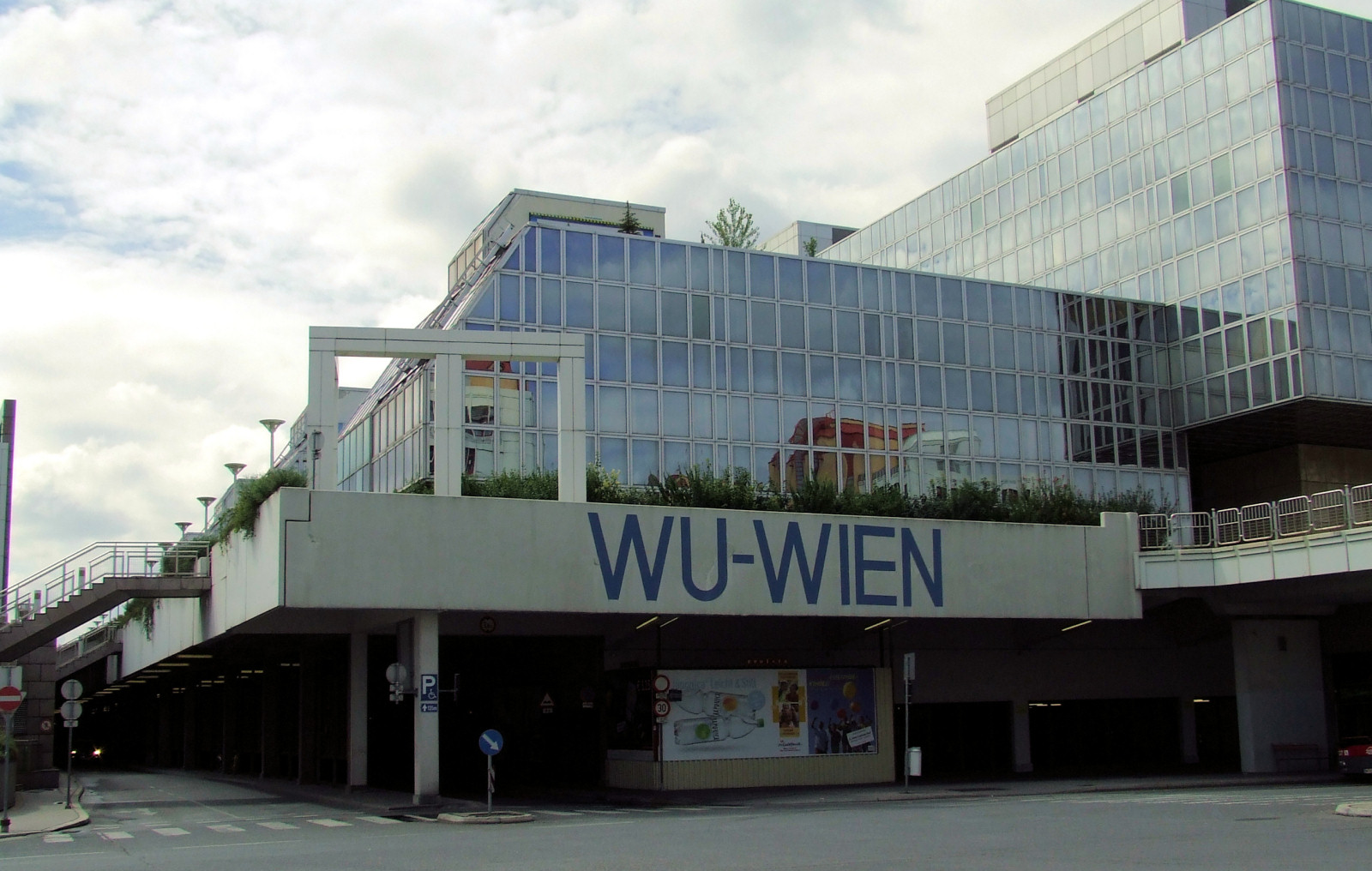
Der Standort der WU Wien von 1982 bis Anfang September 2013

### Gründung der k.k. Exportakademie 1898
Die Wirtschaftsuniversität Wien wurde 1898 vom K.k. Ministerium für Cultus und Unterricht als k.k. Exportakademie gegründet. Nachdem das ehemalige Palais Festetics in der Berggasse im 9. Bezirk bald zu klein geworden war, wurde 1916 das neu errichtete Gebäude in der Franz-Klein-Gasse im 19. Bezirk, am Währinger Park, bezogen.
Mit dem Studienjahr 1919/20 wurde die Exportakademie von der Staatsregierung unter Karl Renner (SDAP) in Hochschule für Welthandel umbenannt und hieß so bis 1975. Die Studiendauer betrug sechs Semester. Die ersten beiden Semester waren vor allem der handelswissenschaftlichen Vorbereitung gewidmet, die vier folgenden dienten der Ausbildung für den internationalen Handel und das Bankgeschäft – mit Lehrfächern der Wirtschafts-, Rechts- und Handelswissenschaften. Den Absolventen wurde der akademische Grad eines Diplomkaufmanns (Dipl.-Kfm., später Dkfm.) verliehen, der 1930 ebenso wie der Doktor der Handelswissenschaften (Dr. rer. comm.) eingeführt wurde.

### Zeit des Nationalsozialismus und Gedenken
Auch für die Hochschule für Welthandel wurden nach dem Anschluss Österreichs an das Deutsche Reich 1933–1945 dessen Gesetze und Regelungen bindend. Jüdische Hörer und Lehrkräfte wurden von der Hochschule ausgeschlossen, die vertriebenen Lehrkräfte wurden durch Professoren von deutschen Universitäten oder regimetreue österreichische Wissenschaftler ersetzt. Mit dem Ende des NS-Regimes verringerte sich der Lehrkörper stark. Insgesamt mussten 60 Professoren, Assistenten, Lehrbeauftragte und Beamte im Zuge der Entnazifizierung ausscheiden bzw. gingen die aus Deutschland Berufenen wieder zurück.
Zum Gedenken an die ab März 1938 ausgegrenzten, vertriebenen oder ermordeten jüdischen Angehörigen der Hochschule für Welthandel (Ausschlüsse von Studien, Prüfungen oder Doktorat, Entlassungen von Dozenten und Verwaltungsangestellten sowie Aberkennungen) wird auf dem neuen Campus WU an zentraler Stelle ein Mahnmal errichtet. Ebenfalls als ein Forschungsprojekt wurde ein virtuelles Gedenkbuch für die Opfer des Nationalsozialismus an der Hochschule für Welthandel geschaffen. In dieser Datenbank sind biographische Kurzeinträge zu den Betroffenen abrufbar. Diese Informationen stammen mitunter aus Unterlagen des Archivs und der Studienabteilung der Wirtschaftsuniversität Wien.

### Von der „Welthandel“ zur Wirtschaftsuniversität (1945–1975)
Die Zahl der Hörer stieg dank der Kriegsheimkehrer nach dem Zweiten Weltkrieg stark an (1946/47 bereits auf mehr als 3000). Ab 1948 gewann die Hochschule zusätzliche Lehrkanzeln und Forschungsinstitute hinzu.

1966 kamen die sozial- und wirtschaftswissenschaftlichen Studienrichtungen mit den akademischen Graden Magister der Sozial- und Wirtschaftswissenschaften (Mag. rer. soc. oec.) und Doktor der Sozial- und Wirtschaftswissenschaften (Dr. rer. soc. oec.) hinzu.
In den 1960er Jahren kam es zur Borodajkewycz-Affäre. Nachdem Borodajkewycz, an der HfW Professor für Wirtschaftsgeschichte, einen Prozess gewonnen hatte, ließ er seine rechtsextremen Ansichten in Vorlesungen noch stärker als zuvor durchblicken und äußerte sich antisemitisch und großdeutsch. Am 31. März 1965 fand im Stadtzentrum eine Demonstration der österreichischen Widerstandsbewegung und des Antifaschistischen Studentenkomitees gegen Borodajkewycz statt. Bei der Demonstration wurde der ehemalige Widerstandskämpfer Ernst Kirchweger von einem Neonazi schwer verletzt und starb zwei Tage später (Der erste politische Tote der Zweiten Republik). Der 24-jährige Täter erhielt (obwohl vorbestraft) nur zehn Monate Haft.
An der Publikmachung von Borodajkewicz' untragbaren Äußerungen hatten zwei Studenten Anteil, die später Spitzenpolitiker der Republik wurden: der spätere Finanzminister Ferdinand Lacina, der in Vorlesungen mitgeschrieben hatte, und der spätere Bundespräsident Heinz Fischer (beide SPÖ). Unterrichtsminister der Bundesregierung Klaus I war damals Theodor Piffl-Perčević (ÖVP).
Borodajkewycz selbst stellte bei der HfW den Antrag, gegen ihn ein Disziplinarverfahren einzuleiten. Im Mai 1966 entschied der Disziplinarsenat der Hochschule, ihn strafweise in den Ruhestand zu versetzen.

Er erhielt die volle Pension.

### Die neue Wirtschaftsuniversität – die ersten zehn Jahre (1975–1985)
Die bisher letzte Namensänderung der Hochschule in Wirtschaftsuniversität Wien erfolgte im Rahmen des Universitätsorganisationsgesetzes 1975 unter Bruno Kreiskys SPÖ-Alleinregierung mit Wissenschaftsministerin Hertha Firnberg. Im allgemeinen Sprachgebrauch setzte sich das Kürzel „WU“ durch. Gleichzeitig lief die Verleihung des Titels Diplomkaufmann aus.
1982 zog die WU, nach wie vor unter Hertha Firnberg, in das neu errichtete Universitätszentrum Althanstraße (UZA 1, Nordteil) über dem Frachtenbahnhof des Franz-Josefs-Bahnhofes im 9. Bezirk um. Allerdings hatte schon beim Einzug die Realität mit 9.863 inskribierten Studierenden die Planung überholt (der Neubau war für ca. 9.000 Studierende geplant). In den 1990er Jahren pendelte sich die Zahl der Studierenden bei mehr als 20.000 ein.

### Gesetzesänderung und Studienreform
Das Universitäts-Organisationsgesetz 1993, beschlossen unter der SPÖ-ÖVP-Bundesregierung Vranitzky III mit Wissenschaftsminister Erhard Busek, brachte bei seiner Umsetzung 1997 für die WU eine große interne Neuordnung. Die Universitäten erhielten damit mehr Autonomie und eigene Satzungen, die Entscheidungen wurden dezentralisiert. An der WU wurde auf ein neues Studienrecht umgestellt und ein eigenes Forschungszentrum gegründet. Der Rektor wurde gemäß dem UOG 1993 auf vier Jahre gewählt und besitzt seither mehr Entscheidungsspielraum. Ihm stehen vier Vizerektoren zur Seite und er ist dem paritätisch zusammengesetzten, durch die Universitätsversammlung gewählten Universitätskollegium verantwortlich. Dieses wiederum fungiert als das oberste Gremium der Universität.
Alle Personalentscheidungen, darunter auch die Berufung von Professoren, fallen seither in die Kompetenz der Universität selbst. Seit dem Studienjahr 1996/97 kann die WU auf der Grundlage der von ihr beschlossenen neuen Statuten alle Regelungen anwenden, wie sie im UOG 1993 vorgesehen sind. Damit trat die WU kurz vor ihrem 100. Geburtstag in eine neue Phase ihrer Geschichte ein.

### Einführung von Bachelor- und Masterstudien
Mit dem Wintersemester 2006/07 hat die WU im Rahmen des Bologna-Prozesses ihr Studienangebot auf die dreigliedrige Studienstruktur mit Bachelor-, Master- und Doktorats- bzw. PhD-Studien umgestellt. Die Bachelorstudienprogramme teilen sich in Wirtschafts- und Sozialwissenschaften sowie Wirtschaftsrecht. Die 15 Masterstudien widmen sich in deutscher und englischer Sprache unterschiedlichen Schwerpunkten. Als Ergänzung zu den bisherigen Doktoratsstudien wurden forschungsintensive PhD-Programme in den Studienplan der WU aufgenommen, um die bisherigen Doktoratsprogramme sukzessive auslaufen zu lassen.

### WU-Campus

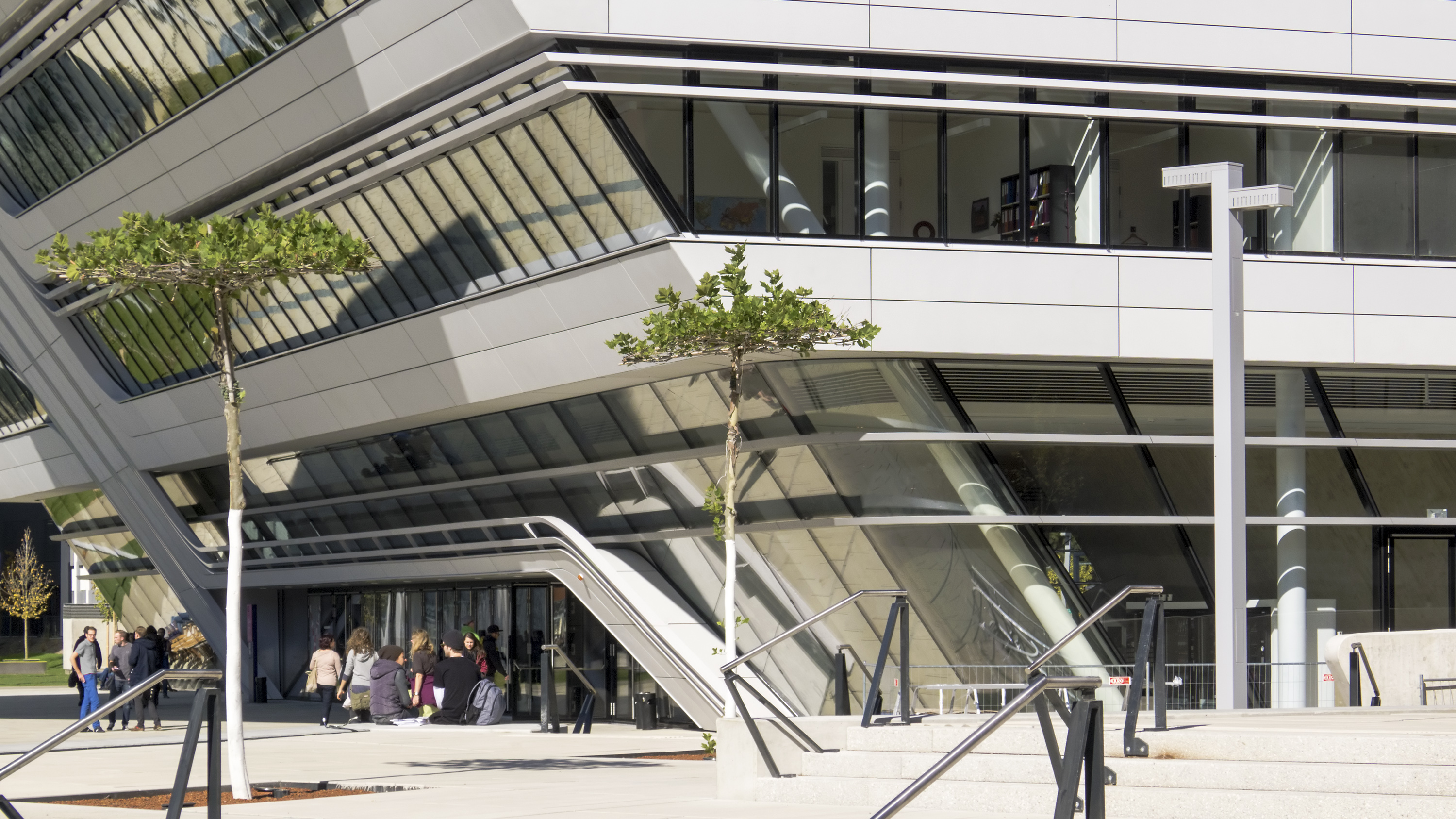
LC, Eingangsbereich

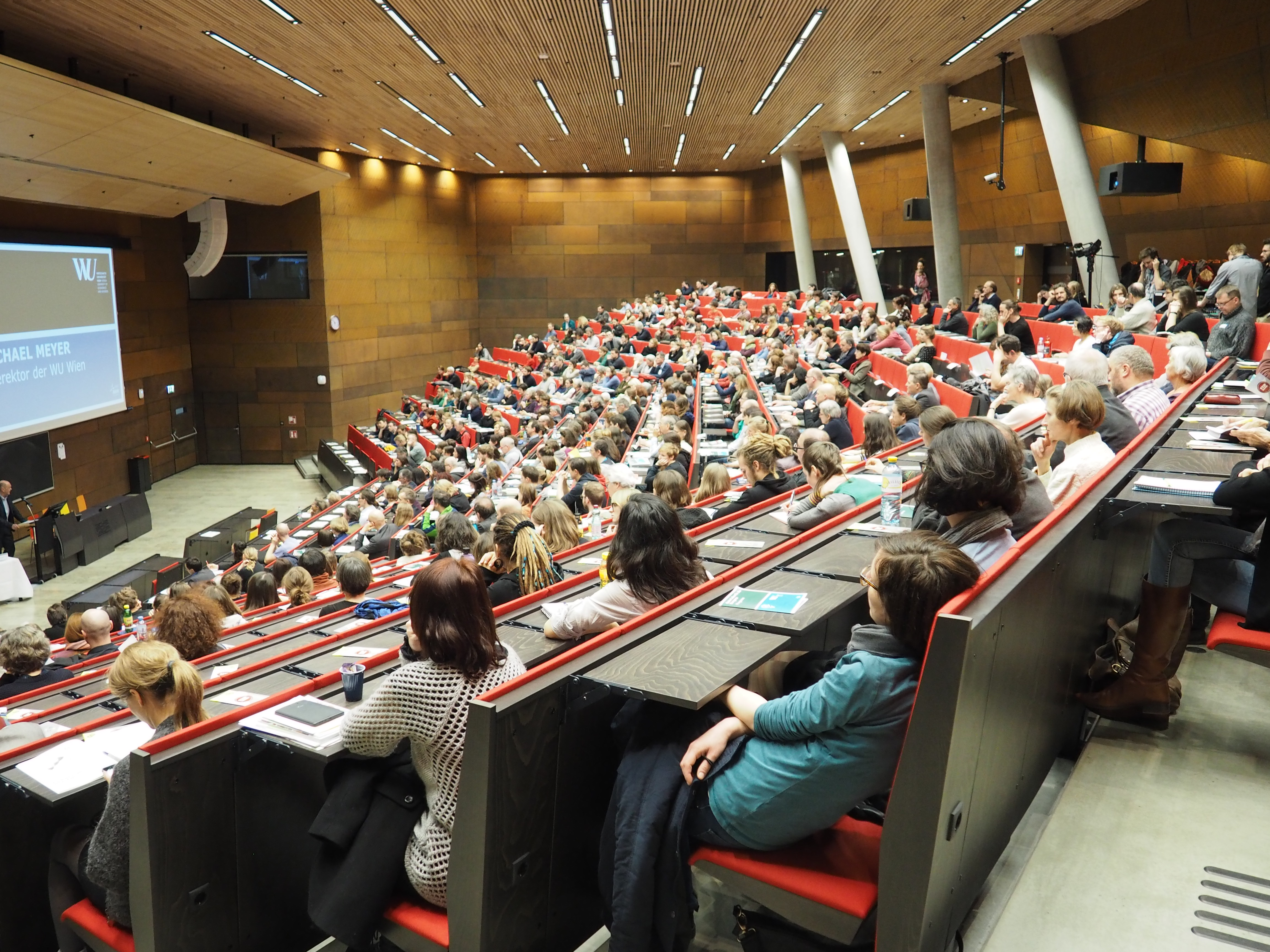
Audimax im Teaching Center (TC)

Ab Oktober 2009 wurde im 2. Bezirk, Leopoldstadt, ein neuer Campus für die Wirtschaftsuniversität errichtet. Er befindet sich auf dem südwestlichen Teil des einstigen Weltausstellungs- und späteren Messegeländes am Nordrand des Wiener Praters und wird durch die U-Bahn-Stationen Messe-Prater und Krieau der Linie U2 erschlossen. Die feierliche Eröffnung fand am 4. Oktober 2013 statt. Die nunmehrige Adresse der Universität lautet, in Erinnerung an den früheren Namen der Hochschule, Welthandelsplatz 1.
Für den Campus wurden sechs Architekturbüros aus aller Welt engagiert (unter anderem Peter Cook und Hitoshi Abe), mit dem Ziel, Architektur von Weltrang zu schaffen. Herzstück der Anlage ist das von Zaha Hadid geschaffene Library & Learning Center. Die Kosten für das Gesamtprojekt belaufen sich auf 492 Mio. Euro.
Davor war die WU im neunten Wiener Gemeindebezirk angesiedelt. Der alte Gebäudekomplex wird ab 2027 abgerissen und in Zukunft von der Universität Wien und der Universität für Bodenkultur Wien genutzt werden.

## Leitung
In der Sitzung des Universitätsrats vom 26. Jänner 2015 wurde Edeltraud Hanappi-Egger einstimmig für die Funktionsperiode ab 1. Oktober 2015 zur Rektorin der Wirtschaftsuniversität Wien gewählt und im Juni 2018 wiedergewählt. Sie war damit die erste Frau in dieser Position.
Seit 1. Oktober 2023 ist Rupert Sausgruber Rektor der WU.
Vorsitzende des Universitätsrates war bis 2018 Brigitte Jilka, ihr Stellvertreter Stephan Koren. In der Funktionsperiode 1. März 2018 bis 28. Februar 2023 setzte sich der Universitätsrat wie folgt zusammen: Cattina Leitner (Vorsitzende), Stephan Koren (stellvertretender Vorsitzender), Christine Dornaus, Barbara Kolm, Valentin Stalf. Für die Funktionsperiode 2023 bis 2028 blieb Cattina Lettner Vorsitzende, Christine Dornaus wurde wiederbestellt und übernahm die Stellvertretung. Neu bestellt wurden Dietmar Griebler, Angela Köppl und Thomas Bieger. Tina Wakolbinger steht seit 1. Oktober 2022 dem Senat der WU vor.

## Studienangebot
Im Studienjahr 2023/24 werden folgende Studienrichtungen angeboten:
- Bachelorstudien[20]:
  - Wirtschafts- und Sozialwissenschaften
  - Wirtschaftsrecht
  - Business and Economics

- Masterstudien:[21][22]
  - Business Communication (engl.)
  - Digital Economy (engl.)
  - Economics (engl.)
  - Export- und Internationalisierungsmanagement
  - Finanzwirtschaft und Rechnungswesen
  - International Management/CEMS (engl.)
  - Management
  - Marketing (engl.)
  - Quantitative Finance (engl.)
  - Socio-Ecological Economics and Policy (engl.)
  - Sozioökonomie
  - Steuern und Rechnungslegung
  - Strategy, Innovation, and Management Control (engl.)
  - Supply Chain Management (engl.)
  - Wirtschaftspädagogik
  - Wirtschaftsrecht

- Doktorat/PhD
  - Doktorat in Sozial- und Wirtschaftswissenschaften
  - Doktorat in Wirtschaftsrecht
  - PhD in Economic and Social Sciences
  - PhD in Finance
  - PhD in International Business Taxation (DIBT; internationale Unternehmensbesteuerung)

## Universitätsbibliothek
Die Universitätsbibliothek bietet einen breiten Fächer an Informationsressourcen aus den Bereichen der Sozial- und Wirtschaftswissenschaften sowie diverser ergänzender Fachbereiche, die an der WU in den Bereichen Lehre und Forschung von Relevanz sind. Sie ist die größte wirtschaftswissenschaftliche Bibliothek in Österreich und eine der größten im deutschsprachigen Raum. Ihre zwei Standorte befinden sich auf dem Campus WU.

## Akademische Einheiten
Es gibt 11 Departments, darüber hinaus sind 7 Kompetenzzentren und 12 Forschungsinstitute (Forschungseinrichtung) eingerichtet.

### Departments
- Finance, Accounting and Statistics (Vorstand: Kurt Hornik)
- Management (Vorständin: Renate E. Meyer)
- Marketing (Vorstand: Martin Schreier)
- Öffentliches Recht und Steuerrecht (Vorstand: Michael Holoubek)
- Privatrecht (Vorstand: Stefan Perner)
- Sozioökonomie (Vorstand: Markus Lampe)
- Strategy and Innovation (Vorstand: Gerhard Speckbacher)
- Volkswirtschaft (Vorstand: Jesus Crespo Cuaresma)
- Welthandel (Vorstand: Jan Hendrik Fisch)
- Wirtschaftsinformatik und Operations Management (Vorstand: Axel Polleres)
- Wirtschaftskommunikation (Vorstand: Jens Seiffert-Brockmann)

### Kompetenzzentren
- Emerging Markets & CEE (Leitung: Christof Miska)
- Empirische Forschungsmethoden (Leitung: Katharina Miko-Schefzig)
- Experimentalforschung (Leitung: Susann Fiedler)
- Gründungszentrum (Leitung: Nikolaus Franke)
- Sustainability Transformation and Responsibility (Leitung: Sigrid Stagl), die Universität ist Mitglied des 2012 gegründeten Verbunds Allianz Nachhaltiger Universitäten.
- Nonprofit-Organisationen und Social Entrepreneurship (Leitung: Michael Meyer, Christian Grünhaus)
- Zentrum für Wirtschaftssprachen (Leitung: Alexander Beer)

### Forschungsinstitute
- Altersökonomie (Leitung: Ulrike Schneider, Birgit Trukeschitz)
- Economics of Inequality (Leitung: Karin Heitzmann)
- Internationale Besteuerung (Leitung: Eva Eberhartinger, Michael Lang, Josef Schuch, Martin Zagler)
- Kooperationen und Genossenschaften (Leitung: Florentine Maier)
- Kryptoökonomie (Leitung: Alfred Taudes)
- Mittel- und Osteuropäisches Wirtschaftsrecht (Leitung: Martin Winner)
- Raum- und Immobilienwirtschaft (Leitung: Stefanie Peer)
- Rechenintensive Methoden (Leitung: Kurt Hornik)
- Regulierungsökonomie (Leitung: Klaus Gugler)
- Strategische Kapitalmarktforschung (Leitung: Josef Zechner, Otto Randl)
- Supply Chain Management (Leitung: Tina Wakolbinger)
- Urban Management and Governance (Leitung: Verena Madner, Renate E. Meyer)

## Hochschülerinnen- und Hochschülerschaft
- AG: 12
- VSStÖ: 5

Die Österreichische Hochschülerinnen- und Hochschülerschaft ist als öffentlich-rechtliche Körperschaft (ÖH-WU) an den WU-Gremien beteiligt. Bei der letzten ÖH-Wahl von 13. bis 15. Mai 2025, erreichte die AktionsGemeinschaft mit 64,6 % und 12 Mandaten zur Hochschulvertretung die absolute Mehrheit. Der VSStÖ konnte sich mit 25,1 % den zweiten Platz sichern, und bekam dadurch 5 Mandate. Weder die GRAS 4,9 %, noch die JUNOS mit 4,3 %, oder die KSV-KJÖ mit 1,2 %, konnten ein Mandat erringen.

## Akkreditierungen
Seit Februar 2007 ist die WU als erste österreichische Universität durch EQUIS akkreditiert. 2010 wurde die Akkreditierung der WU auf drei Jahre sowie 2013 und 2018 auf fünf Jahre verlängert.
Seit 2015 ist die WU bei AACSB International (The Association to Advance Collegiate Schools of Business) akkreditiert, diese Akkreditierung wurde 2020 für weitere fünf Jahre bestätigt.
Alle MBA-Programme der WU Executive Academy sind über Association of MBAs akkreditiert.

## WU Executive Academy
Unter der Bezeichnung „WU Executive Academy“ (= Business School der Wirtschaftsuniversität Wien) bündelt die WU ihr Angebot an Universitätsstudien und Lehrgängen. Dem Universitätsgesetz 2002 entsprechend können Universitätslehrgänge mit einem Mastergrad, z. B. MBA oder PM abschließen, wenn Zugangsbedingungen, Umfang und Anforderungen denen entsprechender ausländischer Masterstudien vergleichbar sind. Ab 60 - 90 ECTS gilt die Verleihung eines Mastertitels.

### Universitätslehrgänge mit akademischem Grad
Für Führungskräfte, Manager und Mitarbeiter mit hohem Entwicklungspotential mit mindestens drei bis fünf Jahren Berufserfahrung und erstem akademischen Abschluss werden Studiengänge angeboten, die mit einem Mastergrad abschließen. Folgende Programme werden angeboten:
- Executive MBA
- Professional MBA (PMBA)
- Professional Master in Leadership und Unternehmensführung (PM)
- Master in International Tax Law (LLM; internationales Steuerrecht)
- Master in Business Law (MBL; Corporate Law = Unternehmensrecht)
- Master of Legal Studies (MLS; Recht).

### Universitätslehrgänge ohne akademischen Grad
Diese Programme richten sich an Akademiker und Nicht-Akademiker, die über Berufserfahrung verfügen und sich fachliche Qualifikationen in bestimmten Bereichen aneignen möchten. Sie sind in deutscher Sprache und berufsbegleitend. Die Teilnehmer schließen mit einem akademischen Expertentitel ab.

Folgende Lehrgänge werden angeboten:
- Diplom-Betriebswirt
- Health Care Management
- Logistik und Supply Chain Management
- Markt und Meinungsforschung
- Post Graduate Management (PGM)
- Sozialmanagement (ISMOS)
- Tourismus- und Eventmanagement
- Risiko- und Versicherungsmanagement – Schwerpunkt Versicherungsmakler
- Risiko- und Versicherungsmanagement – Schwerpunkt Versicherungsunternehmen
- Werbung und Verkauf

Daneben werden Firmen- und Seminarprogramme angeboten.

### WU Executive Club
Der WU Executive Club ist das Netzwerk der WU Executive Academy für Absolventen (amerikanisch-lateinisch: Alumni). Der Club bietet Unterstützung in den Bereichen Karriereentwicklung und lebenslanges Lernen. Zusätzlich werden regelmäßig Veranstaltungen und Zusammenkünfte organisiert.

## Zentrum für Berufsplanung Career Center
Das Zentrum für Berufsplanung (ZBP) begleitet Studierende und Absolventen der Wirtschaftsuniversität Wien seit 1983 vom Beginn des Studiums über den Einstiegsjob bis zum ersten Karrieresprung.

## International Office (IO)
Das International Office (IO) der Wirtschaftsuniversität Wien ist eine Serviceeinrichtung für Studierende, Mitarbeitende und Lehrende ebendieser Universität. Als Team administriert das International Office (IO) den internationalen Austausch und schafft neue Möglichkeiten für Internationalisierung in Studium und Lehre.
Durch zahlreiche Partnerschaften und weltweite Kooperationen stehen Angehörigen der Wirtschaftsuniversität Wien viele Wege offen. Neben dem klassischen Auslandssemester sind beispielsweise auch Double-Degree Programme, Internationale Sommeruniversitäten und Erasmus-Förderungen für Auslandspraktika möglich. Kurzstudienprogramme, wie etwa Central Europe Connect (CEC), und Online Learning Initiativen finden sich ebenfalls im Portfolio des International Office (IO).

## Spin-offs
- EasyMotion[29]
- Lead Innovation Management[30]
- Knowledge Markets GmbH[31]
- STARTeurope[30]
- StudyGuru[32]

## Absolventen (Auswahl)
Management
- Eva Dichand (* 1973), Herausgeberin der Gratis-Tageszeitung Heute
- Hikmet Ersek (* 1960), CEO Western Union
- Hans Peter Haselsteiner (* 1944), Vorstandsvorsitzender der Strabag SE
- Agnes Heftberger (* etwa 1982), Vorsitzende der Geschäftsleitung von Microsoft Deutschland
- Robert Herzl (1940–2014), österreichischer Theaterdirektor und Regisseur
- Hans Hofinger (* 1950), Vorstandsvorsitzender des Österreichischen Genossenschaftsverbandes
- Martin Huber (* 1960), ehemaliger Generaldirektor der ÖBB Holding
- Mirko Kovats (* 1948), CEO A-Tec Industries AG
- Wolfgang Kulterer (* 1953), Aufsichtsratschef und ehemaliger CEO der Hypo Alpe Adria Bank
- Martin Lenz (* 1950), ehemaliger Vorstandssprecher der Rewe Group Austria[33]
- Peter Löscher (* 1957), ehemaliger CEO Siemens AG
- Peter Brabeck-Letmathe (* 1944), Chairman/CEO Nestlé AG
- Peter Oswald (* 1962), Executive Director Mondi Group and CEO Europe & International[34]
- Wolfgang Porsche (* 1943), Aufsichtsratsvorsitzender Dr. Ing. h. c. F. Porsche AG
- Wolfgang Prock-Schauer (* 1956), CEO GoAir
- Dietrich Mateschitz (1944–2022), CEO Red Bull
- Claus Raidl (1942–2024), Vorsitzender des Generalrates der Oesterreichischen Nationalbank
- Gerhard Randa (* 1944), ehemaliger Generaldirektor der Bank Austria
- Walter Rothensteiner (* 1953), CEO RZB
- Wolfgang Ruttenstorfer (* 1950), ehemaliger CEO OMV AG
- Christopher Schläffer (* 1969), CDO VEON
- Desirée Treichl-Stürgkh (* 1964), Organisatorin des Wiener Opernballs a. D., Autorin
- Sasha Walleczek (* 1968), Fernseh-Moderatorin
- Gerald Wenzel (* 1950), CEO Österreichische Volksbanken-Aktiengesellschaft (ÖVAG)
- Karl Wöber (* 1964), Gründungsrektor der Modul University Vienna
- Helmuth Fellner (* 1956, österreichischer Medienunternehmer)[35]

Politik
- Hannes Androsch (1938–2024), österreichischer Finanzminister (1970–1981) und Vizekanzler (1976–1981)
- Christoph Chorherr (* 1960), Bundessprecher der Grünen (1996–1997)
- Dimitris Droutsas (* 1968), griechischer Außenminister (2010–2011) und seit 2011 Mitglied des Europäischen Parlaments
- Johannes Ditz (* 1951), österreichischer Wirtschaftsminister (1995–1996)
- Willfried Gredler (1916–1994), österreichischer Diplomat und Bundespräsidentschaftskandidat 1980
- Thomas Klestil (1932–2004), österreichischer Bundespräsident (1992–2004)
- Ferdinand Lacina (* 1942), österreichischer Verkehrsminister (1984–1986) und Finanzminister (1986–1995)
- Harald Mahrer (* 1973), Präsident der Wirtschaftskammer Österreich (WKO)
- Christoph Meineke (* 1979), Bürgermeister
- Madeleine Petrovic (* 1956), Bundessprecherin der Grünen (1994–1996)
- Maria Schaumayer (1931–2013), Präsidentin der Österreichischen Nationalbank (1990–1995)
- Claudia Schmied (* 1959), österreichische Unterrichtsministerin (2007–2013)
- Günter Stummvoll (* 1943), Staatssekretär im Finanzministerium (1988–1991)
- Franz Vranitzky (* 1937), österreichischer Bundeskanzler (1986–1997) und Finanzminister (1984–1986)

## Professuren
Siehe Kategorie:Hochschullehrer (Wirtschaftsuniversität Wien)

## WU-Manager des Jahres
Mit dem Titel WU-Manager des Jahres bzw. WU-Managerin des Jahres zeichnet die Wirtschaftsuniversität Wien seit 1993 Persönlichkeiten des Wirtschaftslebens mit besonderen Managementleistungen aus.